# Eleições parlamentares europeias de 2019 (Eslováquia)
As eleições parlamentares europeias de 2019 na Eslováquia foram realizadas a 25 de Maio e serviram para eleger os 13 deputados nacionais ao Parlamento Europeu. Após a oficialização do Brexit, a Eslováquia verá a ser representação aumentada em 1 deputado e passará a ter 14 deputados no PE.

## Composição Atual

### Partidos Nacionais
| Partido | Partido                                    | Deputados | Grupo                                             |
| ------- | ------------------------------------------ | --------- | ------------------------------------------------- |
|         | Direção - Social-Democracia                | 4 / 13    | Aliança Progressista dos Socialistas e Democratas |
|         | Movimento Democrata Cristão                | 3 / 13    | Grupo do Partido Popular Europeu                  |
|         | Gente Comum - Personalidades Independentes | 1 / 13    | Reformistas e Conservadores Europeus              |
|         | Nova Maioria                               | 1 / 13    | Reformistas e Conservadores Europeus              |
|         | Solidariedade e Liberdade                  | 1 / 13    | Reformistas e Conservadores Europeus              |
|         | Partido da Comunidade Húngara              | 1 / 13    | Grupo do Partido Popular Europeu                  |
|         | Most-Híd                                   | 1 / 13    | Grupo do Partido Popular Europeu                  |
|         | Independentes                              | 1 / 13    |                                                   |

### Grupos Parlamentares
| Grupo | Grupo                                             | Deputados |
| ----- | ------------------------------------------------- | --------- |
|       | Grupo do Partido Popular Europeu                  | 6 / 13    |
|       | Aliança Progressista dos Socialistas e Democratas | 4 / 13    |
|       | Reformistas e Conservadores Europeus              | 3 / 13    |

## Partidos Concorrentes
Os principais partidos concorrentes são os seguintes:
| Partido | Partido                                              | Cabeça de Lista | Afiliação Europeia                                                                 |
| ------- | ---------------------------------------------------- | --------------- | ---------------------------------------------------------------------------------- |
|         | Direção - Social-Democracia                          | Monika Benova   | Partido Socialista Europeu                                                         |
|         | Movimento Democrata Cristão                          | Ivan Štefanec   | Partido Popular Europeu                                                            |
|         | Gente Comum - Personalidades Independentes           | Igor Matovič    | Movimento Político Cristão Europeu                                                 |
|         | Solidariedade e Liberdade                            | Eugen Jurzyca   | Aliança dos Reformistas e Conservadores Europeus                                   |
|         | Partido da Comunidade Húngara                        | Pál Csáky       | Partido Popular Europeu                                                            |
|         | Most-Híd                                             | József Nagy     | Partido Popular Europeu                                                            |
|         | Partido Nacional Eslovaco                            | Jaroslav Pašek  |                                                                                    |
|         | Partido Popular Nossa Eslováquia                     | Martin Beluský  | Aliança pela Paz e Liberdade                                                       |
|         | Partido Comunista                                    | Jozef Hrdlička  | Iniciativa dos Partidos Comunistas e Operários                                     |
|         | Partido Verde Eslovaco                               | Martin Čulen    | Partido Verde Europeu                                                              |
|         | Nós Somos Família                                    | Ivan Bella      | Aliança Europeia dos Povos e das Nações                                            |
|         | Eslováquia Progressista - Juntos - Democracia Cívica | Michal Šimečka  | Partido da Aliança dos Liberais e Democratas pela Europa - Partido Popular Europeu |

## Resultados Oficiais
| Partido                 | Partido                                    | Votos     | %               | +/-   | Deputados | +/-     |
| ----------------------- | ------------------------------------------ | --------- | --------------- | ----- | --------- | ------- |
|                         | Eslováquia Progressista                    | 198 255   | 20,11 / 100,00  | Novo  | 4 / 13    | Novo    |
|                         | Direção - Social-Democracia                | 154 996   | 15,72 / 100,00  | 8,37  | 3 / 13    | 1       |
|                         | Partido Popular Nossa Eslováquia           | 118 995   | 12,07 / 100,00  | 10,34 | 2 / 13    | 2       |
|                         | Movimento Democrata Cristão                | 95 588    | 9,69 / 100,00   | 3,52  | 2 / 13    | Estável |
|                         | Solidariedade e Liberdade                  | 94 839    | 9,62 / 100,00   | 2,96  | 1 / 13    | Estável |
|                         | Gente Comum - Personalidades Independentes | 51 834    | 5,25 / 100,00   | 2,21  | 1 / 13    | Estável |
|                         | Partido da Comunidade Húngara              | 48 929    | 4,96 / 100,00   | 1,57  | 0 / 13    | 1       |
|                         | Partido Nacional Eslovaco                  | 40 330    | 4,09 / 100,00   | 0,48  | 0 / 13    | Estável |
|                         | União Cristã                               | 37 974    | 3,85 / 100,00   | Novo  | 0 / 13    | Novo    |
|                         | Nós Somos Família                          | 31 840    | 3,23 / 100,00   | Novo  | 0 / 13    | Novo    |
|                         | Most-Híd                                   | 25 562    | 2,59 / 100,00   | 3,24  | 0 / 13    | 1       |
|                         | Democracia Cristã - Vida e Prosperidade    | 20 374    | 2,06 / 100,00   | Novo  | 0 / 13    | Novo    |
|                         | Outros (com menos de 1,00%)                | 66 164    | 6,62 / 100,00   |       | 0 / 13    |         |
| Votos Inválidos         | Votos Inválidos                            | 21 718    |                 |       |           |         |
| Total                   | Total                                      | 1 007 398 | 100,00 / 100,00 |       | 13 / 13   |         |
| Eleitorado/Participação | Eleitorado/Participação                    | 4 429 801 | 22,74 / 100,00  | 9,69  |           |         |
| Fonte                   | Fonte                                      | [ 3 ]     | [ 3 ]           | [ 3 ] | [ 3 ]     | [ 3 ]   |

#### Deputados Antes/Depois do Brexit
| Partido | Partido                                    | Antes   | Depois  | +/-     |
| ------- | ------------------------------------------ | ------- | ------- | ------- |
|         | Eslováquia Progressista                    | 4 / 13  | 4 / 14  | Estável |
|         | Direção - Social-Democracia                | 3 / 13  | 3 / 14  | Estável |
|         | Partido Popular Nossa Eslováquia           | 2 / 13  | 2 / 14  | Estável |
|         | Movimento Democrata Cristão                | 2 / 13  | 2 / 14  | Estável |
|         | Solidariedade e Liberdade                  | 1 / 13  | 2 / 14  | 1       |
|         | Gente Comum - Personalidades Independentes | 1 / 13  | 1 / 14  | Estável |
| Total   | Total                                      | 13 / 13 | 14 / 14 | 1       |

## Composição 2019-2024

### Partidos Nacionais
| Partido | Partido                                    | Deputados | Grupo                                             |
| ------- | ------------------------------------------ | --------- | ------------------------------------------------- |
|         | Direção - Social-Democracia                | 3 / 13    | Aliança Progressista dos Socialistas e Democratas |
|         | Eslováquia Progressista                    | 2 / 13    | Renovar Europa                                    |
|         | Juntos - Democracia Cívica                 | 2 / 13    | Grupo do Partido Popular Europeu                  |
|         | Partido Popular Nossa Eslováquia           | 2 / 13    | Não-Inscritos                                     |
|         | Movimento Democrata Cristão                | 2 / 13    | Grupo do Partido Popular Europeu                  |
|         | Solidariedade e Liberdade                  | 1 / 13    | Reformistas e Conservadores Europeus              |
|         | Gente Comum - Personalidades Independentes | 1 / 13    | Grupo do Partido Popular Europeu                  |

### Grupos Parlamentares
| Grupo | Grupo                                             | Deputados |
| ----- | ------------------------------------------------- | --------- |
|       | Grupo do Partido Popular Europeu                  | 5 / 13    |
|       | Aliança Progressista dos Socialistas e Democratas | 3 / 13    |
|       | Renovar Europa                                    | 2 / 13    |
|       | Não-Inscritos                                     | 2 / 13    |
|       | Reformistas e Conservadores Europeus              | 1 / 13    |